# Charles K. Kao
Charles Kuen Kao (chin. trad. 高錕, chin. upr. 高锟, pinyin Gāo Kūn; ur. 4 listopada 1933 w Szanghaju, zm. 23 września 2018 w Hongkong) – chiński fizyk, noblista.

## Życiorys
Początkowo studiował w Hongkongu. W 1957 ukończył elektrotechnikę na Imperial College London i podjął pracę w laboratorium badawczym firmy Standard Telephones and Cables w Harlow. W 1965 uzyskał stopień doktora na University College London, a także rozpoczął badania nad właściwościami optycznymi włókien szklanych. W prowadzonych wraz z George’em Hockhamem badaniach udowodnił, że światłowody mogą być wykorzystane do celów komunikacyjnych.
W latach 1987–1996 pełnił funkcję prorektora (vice chancellor) Uniwersytetu Chińskiego w Hongkongu.
W 1996 został laureatem Nagrody Japońskiej wraz z Masao Ito. W 2009 został uhonorowany Nagrodą Nobla. Wraz z nim nagrodzeni zostali Willard Boyle oraz George E. Smith.
Zmarł on 23 września 2018 roku w wieku 84 lat w sanatorium, fundacji Charles K. Kao, którą sam założył, mającą na cele walkę z chorobą Alzheimera, na która sam cierpiał od roku 2002..

## Publikacje
- Kao, K.C., Hockham, G.A., Dielectric-fibre Surface Waveguides for Optical Frequencies, Proc. I.E.E. Vol. 113, No. 7, July 1966, pp. 1151–1158. Awarded Electronic Division Premium.
- Kao, K.C., Davies, T.W., Spectrophotometric Studies of Ultra Low Loss Optical Glasses – I: Single Beam Method, Journal of Scientific Instruments (Journal of Physics E) 1968, Series 2, Vol. 1, pp. 1063–1068.
- Kao, C.K., 1012 bit/s Optoelectronics Technology, IEE Proceedings, Vol. 133, Pt.J, No 3, June 1986. pp. 230–236.